# 手首ラーメン事件
手首ラーメン事件（てくびラーメンじけん）とは、1978年（昭和53年）に日本の暴力団抗争により発生したバラバラ殺人事件である。

## 事件の経緯
1978年（昭和53年）7月5日、警視庁捜査4課と赤坂警察署は、広域暴力団住吉連合（現：住吉会）傘下の暴力団K会の幹部Ａ（当時29歳）の遺体を、兵庫県と岡山県の2箇所の山林から発見した。遺体は腐乱し、頭部、胴体、両手両足がバラバラにされており、背中の「天女」の刺青からAであると確認できたものの、両手首だけは発見できなかった。
捜査の結果、別件の殺人容疑で逮捕された、Aと同じ暴力団の幹部B（当時30歳）が浮上。BとAは、組長代行の地位争いと、シノギとして営んでいたラーメン屋台の縄張り争いで、抗争が絶えなかった。
そこでBは、子分4人と共謀してAを殺害した上、遺体をバラバラにして子分の故郷に近い山中に遺棄した。捜査本部は、Aの両手首のみ発見できないことに疑問を持ち、Bを追及したところ、Bは「Aの指紋から身元が判明することを恐れ、両手首を持ち帰ったが始末に困り、子分らが商売している屋台ラーメンの出汁として使用し、煮え残った人骨は金槌で粉々にして捨てた」と自供した。

## 判決
翌1979年（昭和54年）9月26日、東京地方裁判所は、主犯のBに懲役17年（求刑は無期懲役）、他の4人には懲役8年から12年の判決を言い渡した。

## 事件の影響
当時の屋台ラーメンは「夜鳴きそば」と呼ばれ、庶民に広く親しまれていたことから、当事件の新聞報道により東京都民はパニックに陥り、屋台ラーメンを利用した客から警察に問い合わせが殺到した。また、事件と無関係なラーメン業界でも売上が3割低下するという風評被害を受けた。
この事態を重く見た警視庁内でも見解が分かれ、所轄の赤坂警察署は「当該ラーメン屋台で、尾久〜荒川土手〜西日暮里（東京都荒川区周辺）のコースを流したが、チャルメラは吹かず、客にもネタが無いと言って（販売を）断った」という旨の自供を犯人から取った。
それに対し、警視庁捜査4課は「午後5時から9時間も屋台を引いて（ラーメンを）1杯も売らなかった、などという自供を信じろという方が無理ではないか」との見解を発表した。これに対してラーメン業界から「営業妨害だ」として激しく抗議を受けたことから、捜査4課は同年10月4日に「当該の屋台ラーメンは『その他の状況』から売られなかった」と弁明せざるを得なくなった。